# Con tanto amore
Con tanto amore è un album del cantante italiano Mauro Nardi del 2005, contenente 11 brani tra i più famosi della canzone napoletana.

## Tracce
1. Con tanto amore – 4:08
2. Si stata tu – 4:13
3. Vasame – 3:51
4. Nun 'o penza – 3:09
5. 'O bbene mio – 4:20
6. Mannaggia a te – 4:48
7. Cu mme' – 3:35
8. Mente cuore – 3:22
9. Nun t'aggia perdere – 3:16
10. Vola cardillo – 3:56
11. Caravan petrol – 3:08